# Château de Loisey
 (janvier 2024).
- Si vous ne connaissez pas le sujet, laissez ce bandeau (vous pouvez alors contacter les auteurs).
- Si vous supprimez le contenu mis en cause (vous pouvez préalablement contacter les auteurs),

argumentez précisément cette suppression dans la page de discussion
(un manque de référence n'est pas un argument ; une recherche réelle de référence doit avoir été effectuée, être formellement documentée).
Le château de Loisey était un château maintenant détruit qui était situé dans la commune de Loisey-Culey dans le département de la Meuse en France.

## Le nom, la famille
Le château de Loisey appartenait à une des illustres et rares familles que l’on surnommait jadis « Les Grands Chevau de Lorraine ». Leurs ancêtres avaient participé aux croisades. Au XVIIIe siècle, ne subsistaient plus que quatre familles pouvant encore prétendre à ce titre transmis par les mâles parmi elles, la maison du Châtelet.
La maison du Châtelet comprend quatre branches au XVIIe siècle, c’est la  branche Châtelet Pierrefitte qui nous intéresse. 
À l’époque, la considération du nom l’emportait largement sur celui de la fortune.

### Origine du nom
Vers l’an 1200, Thierry d’Enfer frère du duc de Lorraine, se vit attribuer une terre dans la région de Neufchâteau. Il y édifia une petite forteresse : un châtelet. Le nom passa au propriétaire et perdura.
Trois siècles plus tard, voici Errard III du Châtelet, dit Errard le Grand, personnage très important en Lorraine. En 1437, il achète la châtellerie de Pierrefitte dans le Barrois. Elle comprend neuf villages dont Loisey. Il n’y a pas de château à Loisey  on en trouve un à Naives, à ses armes.
À Loisey, cependant, on trouve sur une colline, à l’Est, une potence, attribut de l’autorité du Seigneur.

### Descendance d'Errard III
Errard III engendra 11 enfants, dont:
- Guillaume qui sera l’ancêtre cinq générations plus tard (en 1594) de Louis Jules du Châtelet (de la  branche Pierrefitte) seigneur de Cirey bâtisseur du château de Loisey.
- Pierre dans la famille duquel naîtra en 1662, Florent du Châtelet (de la branche Trichâteau) comte de Lomont.

Les aînés des familles du Châtelet choisissaient souvent la carrière des armes. 
Louis Jules y mêle une carrière politique mouvementée qui le conduira à une alliance malheureuse pendant la guerre de la Fronde. Pour le punir le Roi lui retira le commandement de la forteresse d’Aigues-Mortes, l’exila. Il fit démantibuler son château de Cirey et (dit-on) celui de Naives. Ses biens furent placés sous la tutelle d’un autre « Grand-Chevau » de Lorraine : Lenoncourt, gouverneur de Lorraine et Barrois.
Pour se « remettre en équipage » Louis Jules décida d’ériger un château sur ses terres, à Loisey, vers 1640. C’était pendant la terrible guerre de 30 ans et ses invasions diverses. Il prétendit avoir protégé le village en versant une rançon de 14000 livres à la soldatesque pour éviter une occupation sauvage. Pour se renflouer il s’empara (ou fit vendre) des bois appartenant à la communauté et ne reconnut pas sa dette. En outre, pour implanter son château, il s’empara de terrains au milieu du village et empiéta même sur le « Chemin Royal » traversant la localité. Il terrorisa la population qui n’osa pas porter plainte. Son fils eut le même comportement.
Ce dernier Charles Antoine, gouverneur militaire de Gravelines poursuivit la construction du château de Loisey. Marié à Marie de Neuville, il en eut une fille Marie Gabrielle Charlotte, mais pas d’autres enfants. Charles Antoine décède à Paris en 1680, huit ans après son père.
Il n’y a plus de descendance mâle de Louis Jules du Châtelet qui eut pourtant douze enfants ! La succession va à Nicole, seule fille de Louis Jules qui ait trouvé mari. Les années passant, Nicole fait don de la succession à Marie Gabrielle Charlotte (sa nièce) qui prend alors le titre de dame de Cirey Pierrefitte Saint-Amand. Ce don lui échoit à l’occasion de son mariage avec Florent du Châtelet Trichâteau, lointain cousin, descendant de Pierre (cité antérieurement). C’est un brillant militaire, portant le titre de comte de Lomont. Il a 40 ans, elle en a 14. Le mariage a lieu en 1692, (ils étaient donnés comme résidant tous deux à Paris).
Treize ans plus tard, le 15 mai 1705, Léopold, duc de Lorraine accorde à Florent du Châtelet, des lettres patentes d’inféodation du château de Loisey. Florent est alors lieutenant général, gouverneur militaire de Dunkerque, place forte importante face à l’Angleterre. Le couple y réside depuis plusieurs années. Marie Gabrielle Charlotte y décède en septembre 1705 ; elle est inhumée dans l’église paroissiale de Dunkerque. Elle avait donné sept enfants à son mari. Aucun n’avait vu le jour au château de Loisey.
Le 23 octobre 1729, la famille se réunit au château de Loisey, on y trouve :
- Florent  comte de Lomont (le père)
- Florent Claude (fils aîné)
- Florent François (second fils)
- Marie Madeleine Suzanne (filles non encore mariées)
- Marie Florence

S’y ajoute  Gabrielle Emilie de Breteuil épouse de Florent Claude.
On peut regretter que Gabrielle Emilie, n’ait pas emmené avec elle ses deux enfants en bas âge : Marie Gabrielle Florence et Louis Marie car ce fils fut le dernier propriétaire du château de Loisey.
Florent comte de Lomont se retire à Semur en Auxois où il décède le 27 janvier 1732.
On ne retrouvera pas d’autre trace de la résidence de Florent comte de Lomont, au château de Loisey.
L’aîné des enfants, Florent Claude, portera le titre de marquis du Châtelet. Il est propriétaire du château de Cirey-sur-Blaise dont on parle beaucoup quand on évoque sa femme, la marquise du Châtelet. C’est cependant au château de Loisey, chez son frère, qu’il se retire à une date non connue. Il y décède le 28/11/1765. Il est inhumé dans le chœur de l’église de Loisey.
Florent François, frère de Florent Claude, célibataire, devient propriétaire de la châtellerie de Pierrefitte et du château de Loisey à une date inconnue. Sa présence au château est plus marquée à partir de 1765, où il réside probablement en permanence. Il y décède le 17 juillet 1783, il est inhumé dans le chœur de l’église de Loisey ; il y rejoint son frère, ainsi  qu’une de leurs sœurs, Marie Madeleine Suzanne veuve du marquis de Chaugy Roussillon. Elle résidait au château de Loisey  depuis 1774 où elle décéda en 1778.
En 1780, Florent François, (sans descendance) fait donation de ses biens à son neveu Louis Marie Florent du Châtelet (fils de Florent Claude et Emilie de Breteuil).
Personnage d’importance nationale, le duc a un appartement réservé au château. Il vient chasser dans les bois de Loisey. Aux états généraux de 1789 il est élu député de la noblesse du Barrois. Puis la suite des événements, fait qu’il est accusé d’émigration et guillotiné en décembre 1793. Il n’a pas de descendance.
Le château de Loisey, devenu propriété de la nation, est dépecé et vendu par lots à des carriers qui cèdent les pierres aux plus offrants.

## Ce qu’on écrit sur le château
C’est dans le contrat de mariage liant Charles Antoine à Marie de Neuville établi en mars 1677 à Paris que l’on trouve la première mention du domaine : « la future aura son habitation au château de Loisey. Elle en jouira, ensemble basse-cour, colombier, jardin, fossés et pré clôturé ». C’est sommaire et peut-être seulement une clause de style en ce qui concerne la résidence. En effet, ni son père Louis Jules, ni lui-même qui ont supervisé la construction du bâtiment, n’ont laissé de témoignage écrit.
Marie Gabrielle Charlotte (fille de Charles Antoine) nous a légué elle, son portrait. Ce tableau était accroché dans un des salons du château, y résida-t-elle ? Question sans réponse. On sait seulement qu’un service funèbre fut célébré en l’église de Loisey le 8 septembre 1705, pour le repos de son âme. On sait qu’elle est inhumée à Dunkerque.
C’est dans les lettres d’inféodation délivrées par le duc Léopold de Lorraine en 1705 que l’on trouve trace, de nouveau « du château comprenant cour, basse-cour avec parterre, jardin derrière et à côté et une plate-forme derrière le dit jardin et parterre ».
Au décès de Florent comte de Lomont en 1732, le titre de marquis du Châtelet et seigneur de Cirey, revient au fils aîné Florent Claude.
C’est au second fils, Florent François, célibataire, qu’échoient la châtellerie de Pierrefitte et le château de Loisey. Les deux frères sont officiers. Le premier séjourne à Cirey lorsque cela lui est possible. Le second vient se reposer à Loisey. Florent François est lieutenant colonel lorsqu’en 1741, Dom Calmet publie une « Histoire de la Famille du Châtelet ». L’auteur écrit que « le château de Loisey sera trop important si on poursuit sa modification selon les plans prévus ».
On trouve trace de Florent François à Loisey en 1745, puis, régulièrement de 1764 à 1783, époque où il profitait de sa retraite. Il fut le seul membre de la famille du Châtelet à résider aussi longtemps au château : 20 ans.
Le château et la châtellerie étaient administrés par un gérant (on disait administrateur). Avec le seigneur, il passait contrat pour une durée de 3, 6 ou 9 ans. 
J’ai trouvé trace de dix gérants entre 1705 et 1783. Leurs responsabilités et leurs pouvoirs se sont modifiés avec le temps.
Richier, admodiateur à partir de 1718, habite au château « il jouira des pavillons d’entrée qui donne sur la rue ». En 1724 il a comme domestiques Jean Douin et sa femme qui sont engagés comme jardiniers. « Ils seront logés à la chambre au-dessus (où il y a un four pour cuire le pain). Ils ne pourront ni vendre ni donner de choses provenant du jardin, sauf ce qu’ils récolteront sur les deux petits panneaux de terre, près des latrines ; comme gages, ils percevront 45 livres tournois par an ».
En septembre 1718, Richier a acheté 120 tonneaux neufs « propres à mettre le vin » à deux tonneliers de Seigneulles.
En 1729, Morvaux, bourgeois de Bar et son épouse « occuperont les appartements antérieurement habités par Richier ou bien dans l’appartement opposé au bâtiment du côté des écuries et contenant trois chambres. Il entretiendra le potager, les arbres fruitiers et partagera par moitié les fruits entre lui-même et le Seigneur lorsqu’il viendra ou bien avec Monsieur de Marne, en l’absence du seigneur ».
En 1737, l’admodiateur Jourdas signe un bail de neuf ans. « Il paiera au seigneur 10 000 livres par an (dont 1071 au titre des impôts dus au Roi). Il paiera les services funèbres célébrés pour les seigneurs défunts. En outre il versera au seigneur 70 000 livres en bonnes pièces d’argent à titre de pot de vin » « Il pourra, s’il le juge utile, loger dans l’appartement du bas du château. Il jouira de la première écurie du côté de la grande porte d’entrée ; du grenier pour y loger l’avoine ; du pavillon pour y loger le blé ». 
En 1746 son successeur, Varambel, se voit imposer des restrictions s’il demeure au château : « Il devra se contenter de la chambre au coin dormant donnant sur la chambre nouvellement construite à côté du grand salon » On voit par là, que le château a été remanié.
En 1782 monsieur de Brye, négociant à Naives devant Bar, est le dernier administrateur : il signe son contrat le 25 décembre. Apparemment, il ne réside pas au château de Loisey.
Les contrats passés avec les gérants signalent parfois des réparations à effectuer, d’où quelques trop brefs détails. En 1730 on signale des cloches à melon, des arbustes d’ornementation (charmilles, buis), des arbres fruitiers : poiriers, pêchers, abricotiers, cognassiers. Les espaliers sont en mauvais état ; les charmilles n’ont pas été taillées depuis vingt ans ; les arbres sont galeux, moussus ; les palissades de clôture sont à remplacer. Au-delà du château, la tuilerie est à remettre en état ; le colombier (au-dessus de la fontaine du château) ne contient plus que trois pigeons et trois paires de pigeonneaux : il devrait y avoir 200 paires de pigeonneaux.
En 1739, dans le pré Chevalier, la fontaine est maintenant couverte et fermée à clé. L’eau est amenée de la fontaine au château par des conduits en bois enterrés. Le cours d’eau de la fontaine passe au-dessus des conduits pour assurer leur conservation et pour l’arrosage des prés.
En 1773, on lit dans « la mémoire alphabétique du Barrois » : « Il y a à Loisey, un château bâti en 1660. Il a été extérieurement agrandi et embelli ; c’est un des plus beaux et des plus agréables de la province ».

## La vie au château en 1780
La donation que fait le chevalier Florent François à son neveu, le lieutenant général Louis Marie duc du Châtelet Haraucourt, conduit à l’établissement d’un inventaire en janvier 1780. 

### Le notaire à la rencontre des occupants
Dans le pavillon du milieu (celui qui donne sur la rue) on trouve quatre couchettes garnies de leur literie ; là couche, probablement, une partie de la domesticité. Dans le grand bâtiment des communs, les deux écuries ont chacune une chambre pour les palefreniers. Difficile de bien localiser la chambre du jardinier. Peut-être est-elle dans la partie en équerre, au bout du bâtiment des communs ; celle du Père aumônier se trouve au-dessus. Toutes ces chambres sont équipées de literie et d’un mobilier sommaire ; il n’y a pas de cheminée.

### Quelques chambres dans le château
- Un lit dans l’office sert pour le repos du maître d’hôtel.
- Mademoiselle Gérard (intendante et gouvernante) vit dans une pièce remplie d’armoires (au moins quatre) bourrées d’une multitude d’objets divers. Pour son usage elle dispose d’un lit, de tables et de chaises mais il n’y a pas de cheminée.
- Lorsqu’il est de passage, Monsieur le duc occupe « une suite » : chambre, salon et pièce pour son valet. Son appartement est embelli par les couleurs dominantes : jonquille et bleu[14],[15].
- Inoccupée, la chambre de Madame la marquise de Chaugy Roussillon[16] se remarque par les couleurs que l’époque cite ainsi : vert et flambé[15]
- Monsieur le chevalier vit dans une chambre, dont le coloris dominant nous heurterait, d’autant qu’il est largement employé pour les tentures, divan, et fauteuils : on a recours à un velours d’Utrecht cramoisi[15]
- Enfin au grenier, on trouve une couchette garnie, destinée sans doute à un serviteur. D’autres chambres, modestes, ne sont pas assignées à tel ou tel locataire.

Devenu propriétaire du château érigé par son arrière-grand-père, Florent François l’a profondément remanié. En 1780, c’est une très belle résidence de style XVIIIe siècle.
La visite trop sommaire de quelques pièces nous a mis en appétit. De l’aride énumération notariale essayons de faire ressortir un style, un mode de vie, une âme.
Les communs sont bien séparés de ce dont le propriétaire s’enorgueillit : le château.

### Le château
C’est un bâtiment rectangulaire à quatre niveaux, avec cour enveloppante et jardins à la française derrière. L’ensemble a une assise de deux hectares. Au fond du jardin, on accède  à une terrasse par un escalier en fer à cheval. Un domaine arboré de quatre hectares suit la terrasse. Dans le jardin, allées de tilleuls, de charmilles, quartiers bordés de buis, mettent en valeur la fontaine au centre. En été, on dispose harmonieusement les caisses de grenadiers et de lauriers sorties de la serre. Combien de conduits de cheminées jaillissent du toit ? On ne sait pas, mais les inventaires font état d’au moins dix huit feux. Les armoiries de la famille sont sculptées aux frontons.
Le premier niveau du bâtiment, (que l’on nomme souterrain) est réservé aux cuisines, caves et réserves ; le jour y pénètre par des larmiers barreaudés.
Les deux étages au-dessus, servent au logement, aux réceptions, à la vie de tous les jours. Il y a plusieurs natures de sol : carrelages de pierre blanche, marquée aux angles par des carreaux de marbre noir, parquets de chêne losangés ou simples. Des boiseries sculptées habillent les murs des plus belles pièces. Toujours à l’intérieur, les linteaux des portes et fenêtres sont souvent surmontés d’un panneau sculpté ou d’une peinture : ce sont « les attiques », on en dénombre plus de 50 ! Les cheminées sont en belle pierre de taille avec souvent des plaques de marbre rouge, gris ou de différentes couleurs.
Le mobilier est moderne : commodes et encoignures à dessus en marbre, tables à « pied de biche », tables à jeu recouvertes de velours vert. Le plus pléthorique ce sont les sièges, divans fauteuils, chaises, tabourets. Tentures et rideaux sont à la mode. Ils sont très souvent en velours. Les teintes sont appareillées aux fauteuils et aux paravents. Des appliques dorées, (à une ou deux branches) portent les bougies. Dans les chambres ou cabinets de toilette on trouve couramment bougeoir, miroir, nécessaire de toilette (cuvette et cruche en faïence) pot de chambre ; parfois bidet en faïence ou chaise percée et aussi cafetière ou théière et sucrier.
Dans le grand salon on remarque deux grands tableaux : l’un représente « Monseigneur et Madame le comte de Lomont » ; l’autre représente la « Dame » son épouse Marie Gabrielle Charlotte, ce sont les seuls tableaux représentant des personnages connus. Bien des années ce sont écoulées depuis que Florent François a établi sa résidence ici, puis s’y est installé au moment de sa retraite.
L’empreinte de sa carrière militaire y est encore très marquée : les cartes représentant les pays où il a eu a en découdre sont nombreuses. Elles suppléent à l’absence de tableaux : sabre de bataille, pistolets garnis d’argent, fusil, sont exposés dans la bibliothèque. Dans les resserres, deux cuirasses d’apparat et une foule de coffres ou de malles rappellent les expéditions passées où le vieux carrosse de campagne (maintenant remisé) le conduisait.
Cependant le chevalier n’est pas qu’un homme d’épée, il aime se cultiver. On dénombre 900 volumes dans sa bibliothèque. Il se tient au courant des idées nouvelles. L’encyclopédie de Diderot en 21 volumes (une fortune à l’époque) est fortement mise en valeur. On la voit trôner dans le salon de réception entre deux beaux trumeaux de deux glaces chacun, encadrés et dorés. De quoi en choquer plus d’un !
Tout assoupi qu’il soit en 1780, le château n’est pas un monument que visiteraient les touristes, il vit encore. Les jardiniers travaillent toujours. Dans les greniers du château, bien à l’abri, on stocke avoine, orge, blé, farine. On y étend les grandes quantités de linge qu’imposent les lessives qui ne se font que deux ou trois fois l’an. Il en faut des perches pour tout étendre ! Dans les caves gisent les tonneaux : vin courant pour le personnel, vin choisi pour le seigneur, le tout provenant du pressoir banal situé de l’autre côté de la grande rue. Les bonnes bouteilles, achetées dans d’autres régions, ne manquent pas. Dans les communs on stocke le foin provenant du pré Chanel (entre Loisey et Culey) et dans la cour la masse de cent cordes de bois ne passe pas inaperçue.
À la cuisine, on trouve huit fusils pour les plaisirs de la chasse : trop âgé Florent François ne chasse plus dans les 55 hectares achetés dans la forêt de Sainte Geneviève. Mais on sait que son neveu, le duc, est un passionné de ce sport !
Outre la domesticité, qui donc réside encore au château, autour du chevalier âgé de 80 ans ?
- Mademoiselle Gérard est en place depuis plus de 15 ans. Ses rapports avec son maître nous surprennent. Plusieurs fois elle lui prête de l’argent avec intérêt (5 %) cela se fait devant notaire. On dit joliment « qu’elle se constitue une rente ». C’était pratique assez courante à l’époque.

- Madame la marquise de Chaugy Roussillon (dont la chambre est restée en état) est décédée en 1778. Enterrée dans l’église de Loisey, elle a rejoint son frère aîné Florent Claude dont on ne sait rien sur le passage à Loisey, hormis son inhumation.

- Mademoiselle Renaud a déjà établi son testament ici, au château, en 1775.

- Quelques années plus tôt, la marquise des Ayvelles, apparentée aux du Châtelet, quittait parfois son hôtel de Bar le Duc pour séjourner à Loisey. Dans une lettre à sa fille, elle raconte comment Monsieur de Jobart, seigneur de Guerpont (Voltairien convaincu) s’étaient fait ridiculiser par Monsieur le duc qui l’avait confondu avec le maître d’école[21].

On sait aussi que la jeunesse du village était autorisée à venir s’amuser dans la cour du château lors de grandes occasions, en 1780, pouvait-elle encore le faire ?
Les échos sur la vie au château sont extrêmement rares.

## La mort au château
Le 17 juillet 1783, le chevalier Florent François du Châtelet décède si brusquement dans son château que l’abbé Lemoine, curé de Loisey n’a pas pu arriver à temps pour l’assister.
On l’inhume le lendemain 18 juillet dans l’église de Loisey  avec le cérémonial habituel. Les autorités sont peu nombreuses : deux personnes seulement, signent l’acte établi par le prêtre : Antoine Aubry, Ecuyer, Prévôt de la terre de Pierrefitte et Nicolas Vayeur, Conseiller d’État, Lieutenant général du bailliage de Bar-le-Duc. On ne signale aucune famille. La pose des scellés au château a commencé le 18 juillet à 8 heures du matin ; elle se poursuit jusqu’à 19 heures, coupée d’une pause à midi. Lorsqu’elle débute, le corps du chevalier repose encore sur son lit, dans la chambre « cramoisi ». On suppose que Monsieur Vayeur qui participe à l’inventaire, a dû prendre une heure pour assister à la cérémonie religieuse. On reprend la pose des scellés le lendemain 19 dès 5 heures du matin. Elle se termine à 19h, c’est long car on inventorie toutes les pièces, ouvrant tiroirs, portes de placards, d’armoires, de buffets, etc. On pose sur chaque meuble visité une « liasse de sécurité »  (sorte de ruban) que l’on fixe à chaque extrémité par un cachet de cire frappé aux armes de bailliage de Bar.
Une bourse contenant 50 louis d’or, laissée en évidence est remise à l’exécuteur testamentaire pour qu’il puisse acquitter les frais funéraires les plus pressants.
Au moment du décès de Florent François, Mademoiselle Renaud réside encore au château en même temps que onze personnes assurant le service : la gouvernante, deux laquais, deux palefreniers (ou cochers), un cuisinier, trois aides de cuisine, un jardinier. Monsieur Pérard, chargé maintenant de la surveillance des scellés posés au château est (probablement) l’homme de chambre du chevalier.
Par testament, Florent François a demandé que l’on fasse des célébrations « Pour le repos de son âme ». Une messe anniversaire à dire à Loisey et 500 messes à célébrer par les Cordeliers de Ligny. Les autres dispositions du testament sont généreuses :
- 500 livres, plus sa garde-robe, linge et habits sont donnés à son homme de chambre Pérard.

- 300 livres à Mademoiselle Gérard, la gouvernante.

- 150 livres à son garde général des forêts François Prévost

- 100 livres à chacun des deux laquais, Mayeur et Marson et à son cocher Gabriel.

- une année de gages aux autres domestiques au service du chevalier au moment du décès

- 1 000 livres à la maison de charité de Loisey, pour les malades.

- 100 livres seront distribués aux pauvres pendant trois années consécutives.

- En guise de paiement, son exécuteur testamentaire se voit attribuer une bague estimée 50 louis.

Dans les semaines qui suivent, on pose une dalle de marbre noir sur la tombe du chevalier. On y grave ceci : 
« Ci-gît très haut, très puissant, et très illustre seigneur Messire Florent François du Châtelet, chevalier non profès de Saint-Jean de Jérusalem, Lieutenant Général des Armées du Roi, gouverneur de Saint-Louis, Seigneur de la terre et châtellerie de Pierrefitte, gouverneur de Hennebon et de Quimperlé né à Dunkerque le 24 novembre 1700.
Il s’est parfaitement distingué par ses qualités militaires et ses vertus sociales. Il vécut en sage au milieu de ses vassaux dont il faisait le bonheur. Il avait servi l’Etat pendant un grand nombre d’années et mourut dans son château de Loisey le 17 juillet 1783, universellement regretté » « Requiescat in pace »
Au cœur de l’église de Loisey, Florent François rejoint sa sœur Marie Madeleine  Suzanne (qui n’a pas de pierre tombale). On ne connaît pas les raisons qui ont poussé leur frère, le marquis Florent Claude, seigneur de Cirey, à se retirer à Loisey et non dans son fief. 
Voltaire joua le rôle du coucou en occupant pendant un temps le château de Cirey. On peut comprendre que son hôte forcé en ait conservé un souvenir fâcheux.
On peut lire sur sa pierre tombale de son frère :
« -Ci-gît Florent Claude Marquis du Châtelet Lomont, Lieutenant-Général des armées du Roi. Grand-croix de l’ordre royal et militaire de Saint-Louis. Grand Chambellan du Roi de Pologne, duc de Lorraine et de Bar. Gouverneur des villes de Toul et Semur. Grand Bailly d’Auxois, Saarlouis, Lamarche etc. seigneur de Cirey et autres lieux. Décédé au château de Loisey le 28 novembre 1765 dans la 71°année de son âge. Issu d’une des branches de la Maison de Lorraine, il soutint l’éclat d’un nom illustre. Ses vertus et sa valeur pendant sa vie égalent sa piété et sa résignation dans les derniers moments. Priez Dieu pour son âme »
Leur fils et neveu, le duc du Châtelet Haraucourt, lui aussi semble avoir préféré Loisey à Cirey pour s’y reposer. Il est vrai que le château de Loisey offrait sans doute un cadre très agréable.

## La mort de la famille et du château
En cette fin du XVIIIe siècle, le duc du Châtelet a acquis une stature nationale. Sa vie et son œuvre sont résumés dans l’annexe jointe.
Après le décès de son oncle, vint-il encore au château de Loisey ? La seule trace d’activité, ici proprement dit, se limite à l’établissement d’un atelier de concassage de minerai de fer en 1788 sur le ruisseau de Sainte Geneviève, au bas du village de Culey. Il est d’ailleurs fort possible que, participant à son financement, il n’ait pas eu à se déplacer. Il avait, dans la région, en France, ensuite à l’assemblée Nationale à Paris d’autres chats à fouetter. Et la Révolution se met en branle.
En février 1793, le duc du Châtelet, introuvable à Paris, est inscrit sur la liste des émigrés ; en conséquence ses biens sont saisis.
Et la Révolution gronde maintenant à Loisey. Sur instruction venant du district de Bar, les citoyens du village se dénoncent entre eux pour incivisme ou aristocratie. Le 29 juin 1793, sur 750 habitants, 76 (37 hommes, 39 femmes) sont accusés. On les enferme dans un pavillon du château. Pérard en est encore le gardien. Le lendemain, un tribunal populaire composé de 15 hommes de Loisey et deux de Bar, reprend le procès. Six hommes et une femme seront emprisonnés à Bar ; deux hommes et onze femmes resteront incarcérés au château jusqu’au 7 juillet. Ils en sortiront à l’heure des vêpres et les frais d’incarcération seront à leur charge. Les autres détenus sont libérés.
Le 28 juillet 1793, une commission d’experts fait la reconnaissance des biens appartenant aux du Châtelet à Loisey et à Culey.

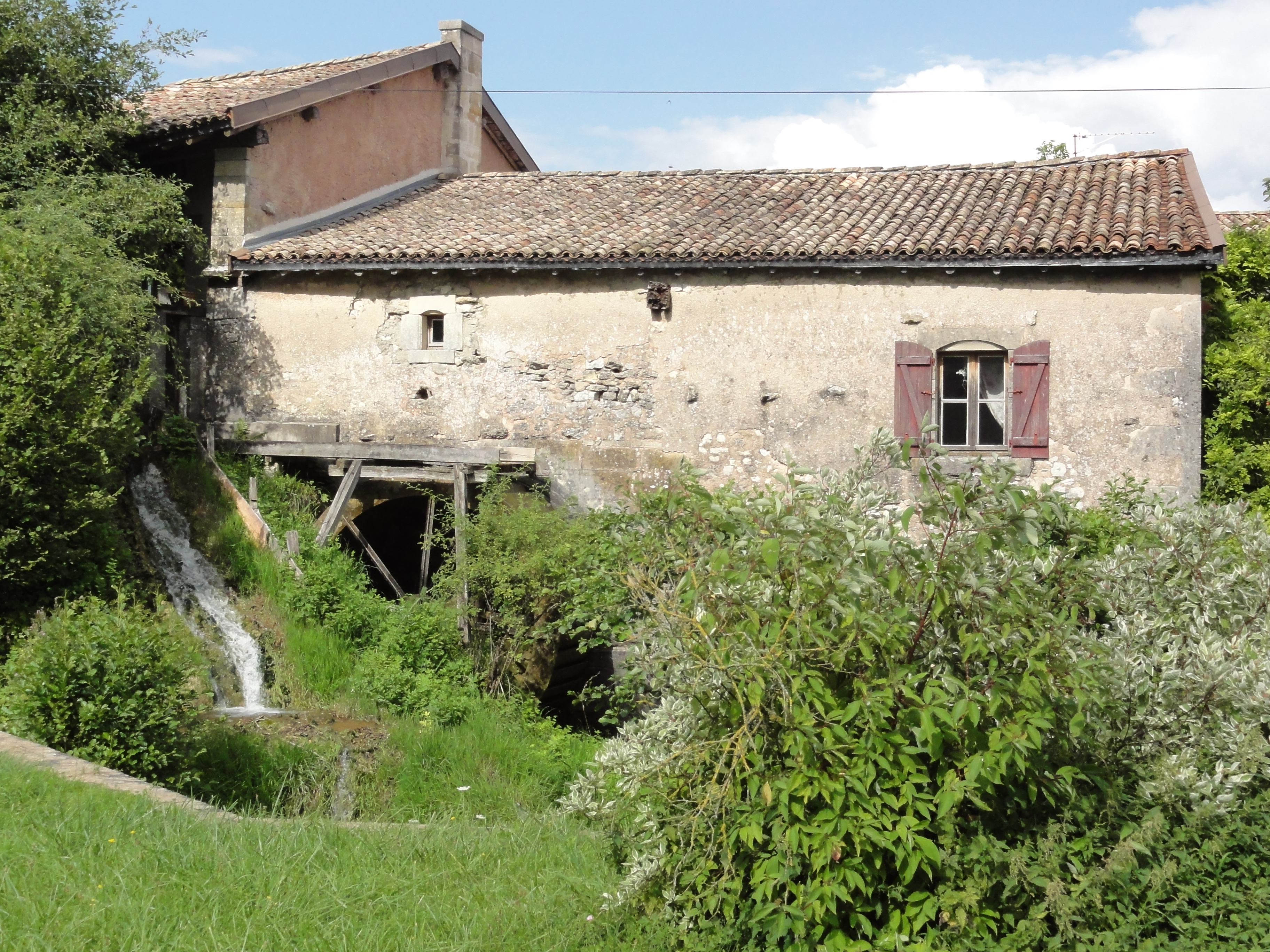
Le moulin de Culey.

À Culey, elle signale que le moulin est en état de subsister. Elle cite ensuite la propriété de Loisey en écrivant « maison ci-devant château » elle relève les détails en suivant sa déambulation, sans plan d’ensemble, ce qui nous déconcerte et empêche une vue cohérente. La commission attache beaucoup d’importance aux vices relevés et les relie aussitôt à une possibilité de réemploi des bâtiments.
Les terres des jardins et potagers ne sont pas expertisées. On ne sait pas si elles sont encore cultivées. Par contre, ce qui les enclôt : murs, palissades, treillages est noté comme étant en très mauvais état, non entretenu.
L’escalier en fer à cheval menant à la terrasse, le mur autour du bassin (au milieu du potager) est en ruine, de même que le bâtiment des commodités.
Dans le grand bâtiment des communs (dont le petit côté donne sur la rue principale), croisées, volets, sont en très mauvais état, les planchers sont pourris. Les gros murs du pourtour sont en assez bon état malgré certains manques de crépi ; charpente et couverture de ce bâtiment sont en assez bon état. Le mur de clôture de la cour donnant sur la rue et allant des communs jusqu’au bâtiment vis-à-vis l’église est en assez bon état malgré quelques dégradations. La grande et la petite porte d’entrée, prenant sur la rue sont vieilles. Le petit pavillon mansardé (entre les deux portes) et celui vis-à-vis de l’église (mansardé lui aussi) sont mal entretenus. Ils présentent cependant un assez bon état général.
Le grand corps de logis (le château proprement dit) est généralement en bon état malgré quelques dégradations dues à la vétusté. C’est le cas des persiennes du premier étage, tant du côté cour que du côté jardin. Charpente et couverture d’ardoises peuvent subsister. Il n’y a pas de réparation urgente à faire. On décèle des dégradations causées par l’enlèvement des meubles. On signale aussi des attiques manquants (une dizaine), ainsi que des pans de tapisserie ôtés.
La commission ne lève pas de plan. Ce même état des lieux est établi pour quatre monastères et neuf châteaux implantés dans le district de Bar. On présume qu’ils pourraient convenir pour « de grands établissements ».
Il n’y a pas de suite positive donnée pour le château de Loisey. Le château de Loisey sera donc vendu. On va d’abord le défigurer. Début décembre 1793, deux ouvriers sont employés à l’arrachement des fers du château (grilles des balcons ou perrons, barreaux des fenêtres). Cela représente 25 journées de travail et cinq transports de ferraille jusqu’à Bar sur Ornin pour un poids total de 12 538 livres, environ six tonnes. On y ajoute les deux cloches descendues du vieux clocher.
On n’a pas pesé l’amertume des habitants.
Retrouvé dans la région d’Amiens, le duc du Châtelet est ramené à Paris où il est guillotiné le 13 décembre 1793. Et, quoi qu’on en pense, les nouvelles se propagent rapidement. Le 25 décembre (12 jours plus tard) Jean Pérard, le gardien de château, après démarches administratives, obtient ceci : la rente de 500 livres (que lui avait fait Florent François du Châtelet à son décès en 1783) et que lui servait le duc, lui sera dorénavant payée par la Trésorerie Nationale !
Le 13 février 1794 sur les façades du château et à l’intérieur, on détruit (à la masse et au burin) les armoiries de la Maison du Châtelet. On précise « elles comportent des fleurs de lys ». De la même façon on détruit « le cordon d’alentour du temple de la raison » (l’église) et on démolit aussi les armoiries dans les chapelles et autres endroits « du temple ». On peut en déduire que les pierres tombales des Florent Claude et Florent François ont été profanées en même temps. Les « du Châtelet » sont morts, on s’acharne aussi sur leur mémoire.
Reste le château, on l’a défiguré, il faut s’en débarrasser !
Le château (et ses dépendances) est partagé en quatre lots qui font l’objet d’un affichage en vue de leur vente. Aux premières enchères on ne trouve pas de preneur. Une seconde vente (dite « aux feux ») a lieu le 9 janvier 1795 (20 Nivôse an III).
- Le premier lot (No 1604) composé surtout du grand bâtiment des communs et d’une partie du jardin est mis à prix 4500 livres. Il est vendu 30.000 livres à François Couchot de Trémont.

- Le second lot (No 1605) comprend principalement le château. Il est mis à prix pour 13.000 livres, Thirion de Trémont l’acquiert pour 100.000 livres.

- Le troisième lot (No 1606) comprend une partie du jardin, on le propose à 2.500 livres, il est vendu 13.000 livres à Michaut de Combles.

- Le quatrième lot (No 1607) est composé du reste du jardin, mis à prix 3500 livres, il est acquis par Bastien de Bar pour 15.300 livres.

Pour soumettre, il fallait au préalable, déposer une caution se montant à 1/10 de l’estimation. Le paiement s’échelonne ainsi :
- 1/10°dans le mois de l’acquisition sans intérêt.

- 1/10°du solde chaque année avec intérêt de 5 %.

- Frais à la charge de l’acquéreur.

- On ne pourra démolir qu'après avoir payé les 2/3 du prix total.

On observe que l’ensemble a été vendu pour une somme dépassant de six fois la mise à prix. Le partage par lots excluait de fait la réutilisation de la propriété en l’état.
Le 16 juillet 1795 (six mois après la vente)  la Convention prescrit à Paris de surseoir à la vente des biens appartenant au citoyen Châtelet, car son émigration (avant son exécution) n’est pas avérée. Le district de Bar a reçu l’arrêté de la Convention et la vente était déjà conclue. pouvait-on en annuler les effets, mais surtout le voulait-on ? Le château est détruit pierre par pierre, ne subsistent que le long bâtiment des communs et peut-être le pavillon vis-à-vis l’église.
Sous l’Empire, les héritiers font des démarches pour obtenir restitution de certains biens qui étaient propres au duc. Leurs démarches sont vaines sauf pour le parc du château, qui suit la terrasse. Il contient 11 arpents soit 3,82 ha. Il est acquis ensuite (le 28 juin 1809) par messieurs de Longeville, Varin et Gaillet, ces trois notables (deux anciens et un nouveau) avaient joué dans des équipes opposées pendant la Révolution.

## Sources
Archives départementales de la Meuse :
- 13 E 346 : Acte de la donation de Florent François Du Chatelet à louis Marie Florent Duc Du Chatelet-Haraucourt du 02/01/1780 :
- Série Q 257,275,1018 : Descriptif et acte de vente des biens confisqués à Louis Marie Florent Duchatelet en date du 17/12/1794. (lot 1,2,3 et 4 chateau de Loisey).